# 阿雷加达
阿雷加达是葡萄牙波尔图区的一个堂区。总面积2.16平方公里，总人口2117人，人口密度980.1人/平方公里。